# Alexander Muxel

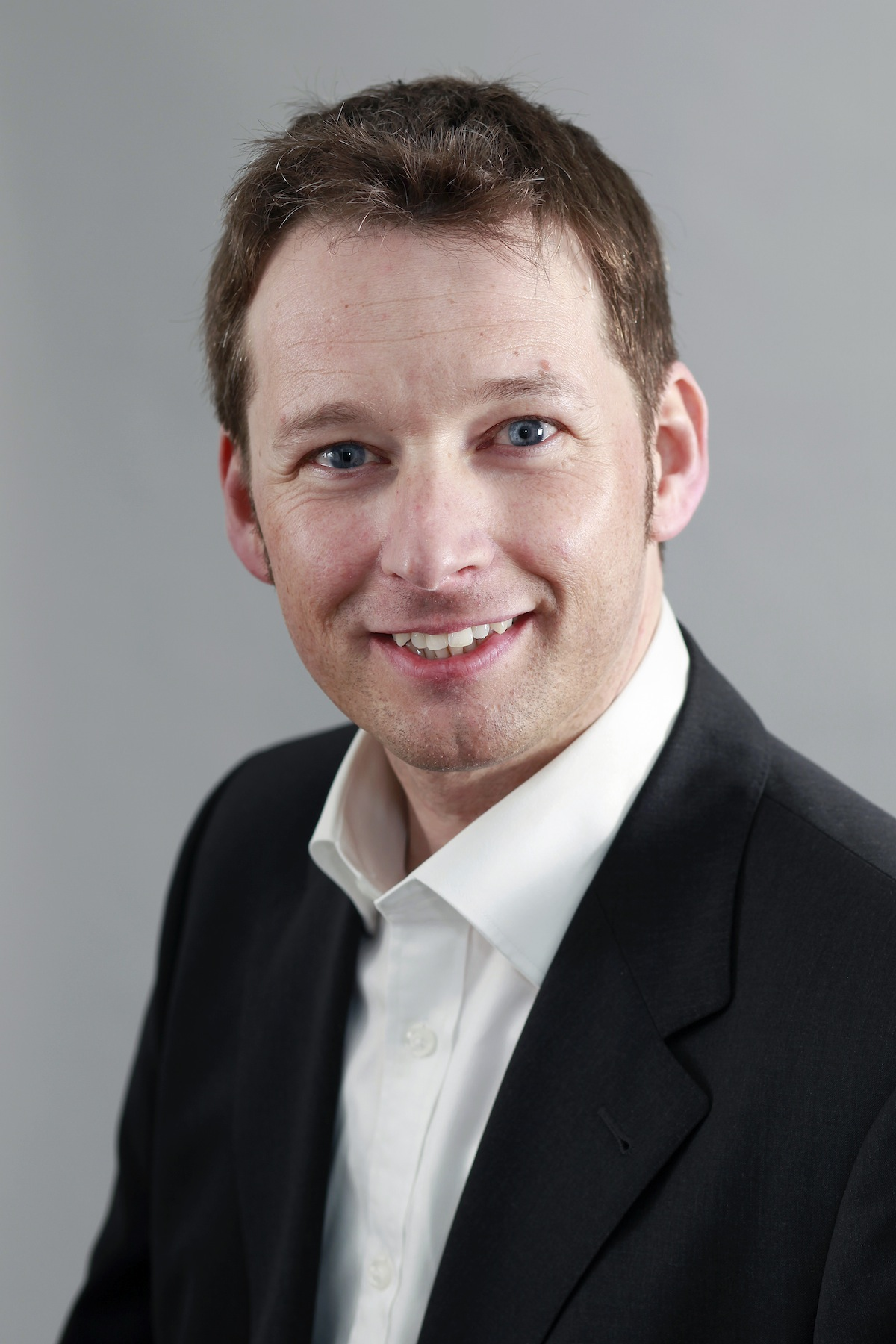
Alexander Muxel (2011)

Alexander Muxel (* 2. Februar 1969 in Bludenz) ist ein österreichischer Politiker (ÖVP) und Betriebswirt. Muxel war von 2011 bis 2014 Abgeordneter zum Vorarlberger Landtag.

## Ausbildung, Beruf und Privatleben
Alexander Muxel wurde am 2. Februar 1969 in der Vorarlberger Bezirkshauptstadt Bludenz geboren. Von 1983 bis 1988 besuchte er die Handelsakademie in Feldkirch, wo er auch maturierte. Parallel zum Grundwehrdienst begann er anschließend ein Studium der Betriebswirtschaftslehre mit Vertiefung in Marketing und Unternehmensführung an der Universität Innsbruck. Dieses beendete er im März 1993 mit der Sponsion zum Magister der Sozial- und Wirtschaftswissenschaften. Direkt im Anschluss daran absolvierte Muxel einen postgradualen Kurs in Internationalem Marketing an der Katholieke Universiteit Leuven in Belgien.
In weiterer Folge arbeitete Alexander Muxel in verschiedenen Positionen mehrerer Unternehmen, etwa als operativer Geschäftsführer der Bregenzer Creative Stempel Company GmbH, als Firmenkundenbetreuer der Vorarlberger Volksbank sowie als Interims-Geschäftsführer des Schweizer Etikettenherstellers Pago. Im Jänner 2012 machte sich Muxel als Unternehmensberater selbständig und gründete das Unternehmen Alexander Muxel Consulting e.U. in Rankweil.
Alexander Muxel ist verheiratet und Vater von zwei Kindern. Er wohnt mit seiner Familie Kindern in Rankweil.

## Politische Karriere
Sein erstes politisches Amt übernahm Alexander Muxel, als er im April 1995 erstmals zum Gemeindevertreter seiner Heimatgemeinde Rankweil gewählt wurde. In der Rankweiler Gemeindevertretung ist er Ausschussobmann-Stellvertreter des Finanzausschusses. Von 1996 bis Oktober 2001 war er zudem Gemeinderat für Kultur, Sport und Vereine sowie Gemeinderat für Finanzen. Nach dem Ausscheiden von Rainer Gögele, dem bisherigen Klubobmann der ÖVP Vorarlberg im Landtag, der als Landesrat in die Vorarlberger Landesregierung berufen worden war, rückte Alexander Muxel als Abgeordneter des Wahlbezirks Feldkirch am 14. Dezember 2011 auf das freigewordene Landtagsmandat nach. Im 29. Vorarlberger Landtag war er in der Folge für die ÖVP Bereichssprecher für Wirtschaft und Tourismus. Bereits vor der Landtagswahl 2014 kündigte Muxel an, nicht erneut für den Landtag zu kandidieren und schied nach der Wahl aus diesem aus.